# Aérospatiale SA 330 Puma
Aérospatiale SA 330 Puma je dvomotorni večnamenski transportni helikopter. Pumo je sprva proizvajalo francosko podjetje Sud Aviation, ki se je leta 1970 združilo s podjetjem Nord aviation v novo podjetje Aérospatiale. Potem je Aerospatiale postala del Eurocopterja, ki se je potem preimenoval v Airbus Helicopters.
Pumo so licenčno izdelovali v Romuniji kot IAR 330 in nelicenčno v Južni Afriki kot Atlas Oryx. Helikopter je bil velik komercialni uspeh. Originalna Puma ni več v proizvodnji, so pa proizvodnji novejše različice Eurocopter AS332 Super Puma in Eurocopter AS532 Cougar, ki ga uporablja tudi Slovenska vojska (4 helikopterji). 
Puma se je uporabljal v številnih konfliktih: Zalivska vojna, vojna za Falklande, Južnoafriški mejni konflikt, vojna na območju bivše Jugoslavije in marsikje drugje.
SA 330 je zasnovalo podjetje Sud Aviation po zahtevi Francoske kopenske vojske. Delo se je začelo leta 1963 s financiranjem Francoske vlade. Prvič je poletela 15. aprila 1965.
Leta 1967 so Pumo izbrale Kraljeve letalske sile RAF pod oznako Puma HC Mk 1. Med britanskim Westland Helicopters in francosko Aerospatiale se je razvilo teesno sodelovanje. Westland je izdeloval veliko komponent za Pumo. Francija je kupila Westland Lynx, Britanija pa Aérospatiale Gazelle.
SA 330 je kupilo veliko tujih držav in veliko komercialnih operaterjev. Uporablja se je za prevoz delavcev na naftne ploščadi. Puma je najbolj prodajani evropski transportni helikopter. By July 1978, over 50 Pumas had already been delivered to civil customers, and the worldwide fleet had accumulated in excess of 500,000 operational hours.

## Tehnične specifikacije(SA 330H Puma)
- Posadka: 3
- Kapaciteta: 16 potnikov
- Dolžina: 18,15 m (59 ft 6½ in)
- Premer rotorja: 15,00 m (49 ft 2½ in)
- Višina: 5,14 m (16 ft 10½ in)
- Površina rotorja: 177,0 m² (1 905 ft²)
- Prazna teža: 3 536 kg (7 795 lb)
- Maks. vzletna teža: 7 000 kg (15 430 lb)
- Motorji: 2× Turbomeca Turmo IVC turbogredni, 1 175 kW (1 575 KM) vsak

- Neprekoračljiva hitrost: 273 km/h (147 vozlov, 169 mph)
- Maks. hitrost: 257 km/h (138 vozlov, 159 mph)
- Potovalna hitrost: 248 km/h (134 vozlov, 154 mph) ekonomična
- Dolet: 580 km (313 nm, 360 mi)
- Višina leta (servisna): 4 ,800 m (15 750 ft)
- Hitrost vzpenjanja: 7,1 m/s (1 400 ft/min)